# Schloss Karlsruhe

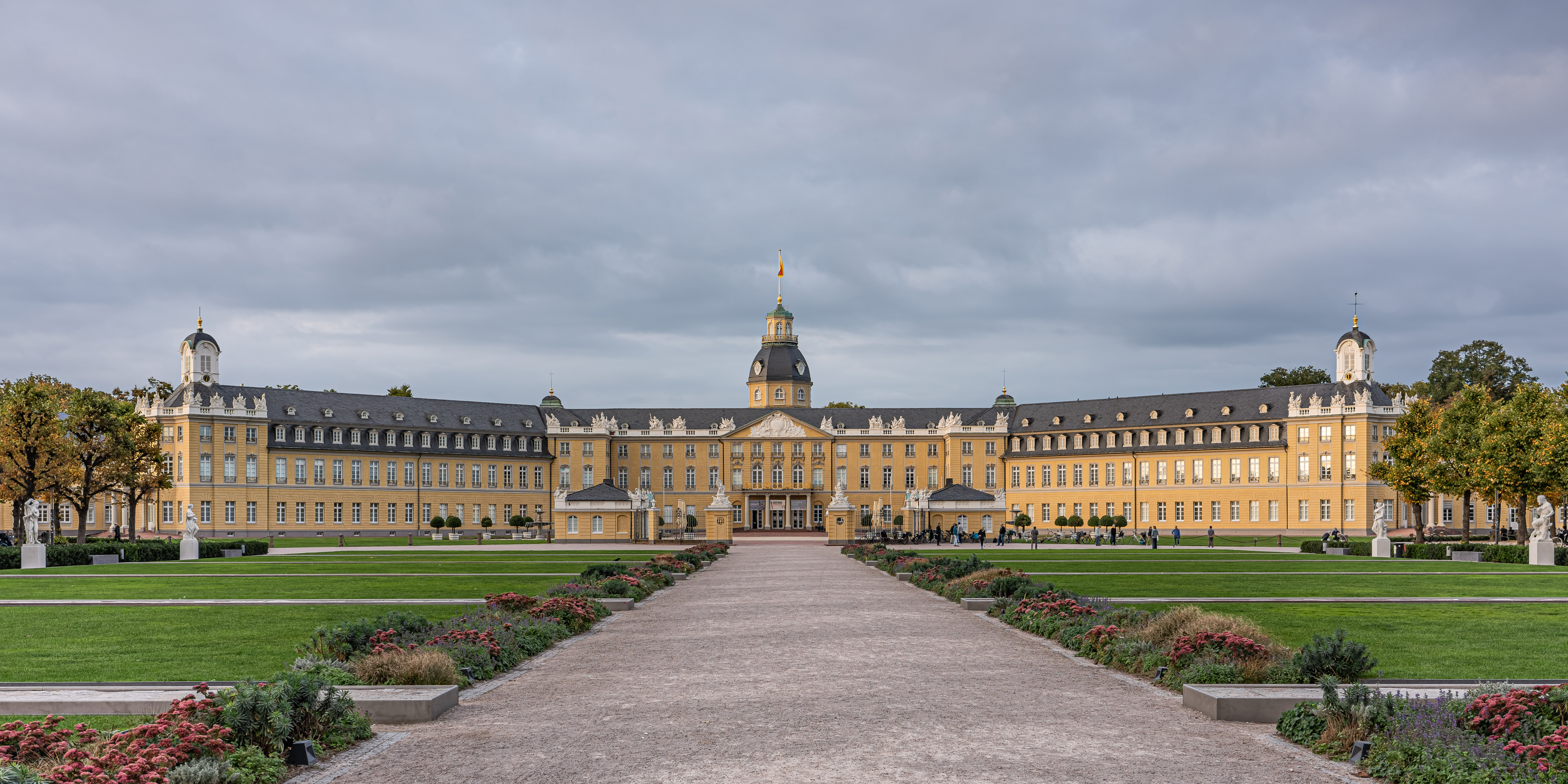
Schloss Karlsruhe, Ehrenhofseite

Das Schloss Karlsruhe ist die ehemalige Residenz der Markgrafen und Großherzöge von Baden am Schlossplatz in Karlsruhe. Die barocke Dreiflügelanlage wurde 1715 durch Karl III. Wilhelm von Jakob Friedrich von Batzendorf begonnen und 1781 durch Karl Friedrich von Albrecht Friedrich von Kesslau vollendet. Hervorzuheben waren der Gartensaal, der Marmorsaal und die Hofkapelle.

## Baugeschichte

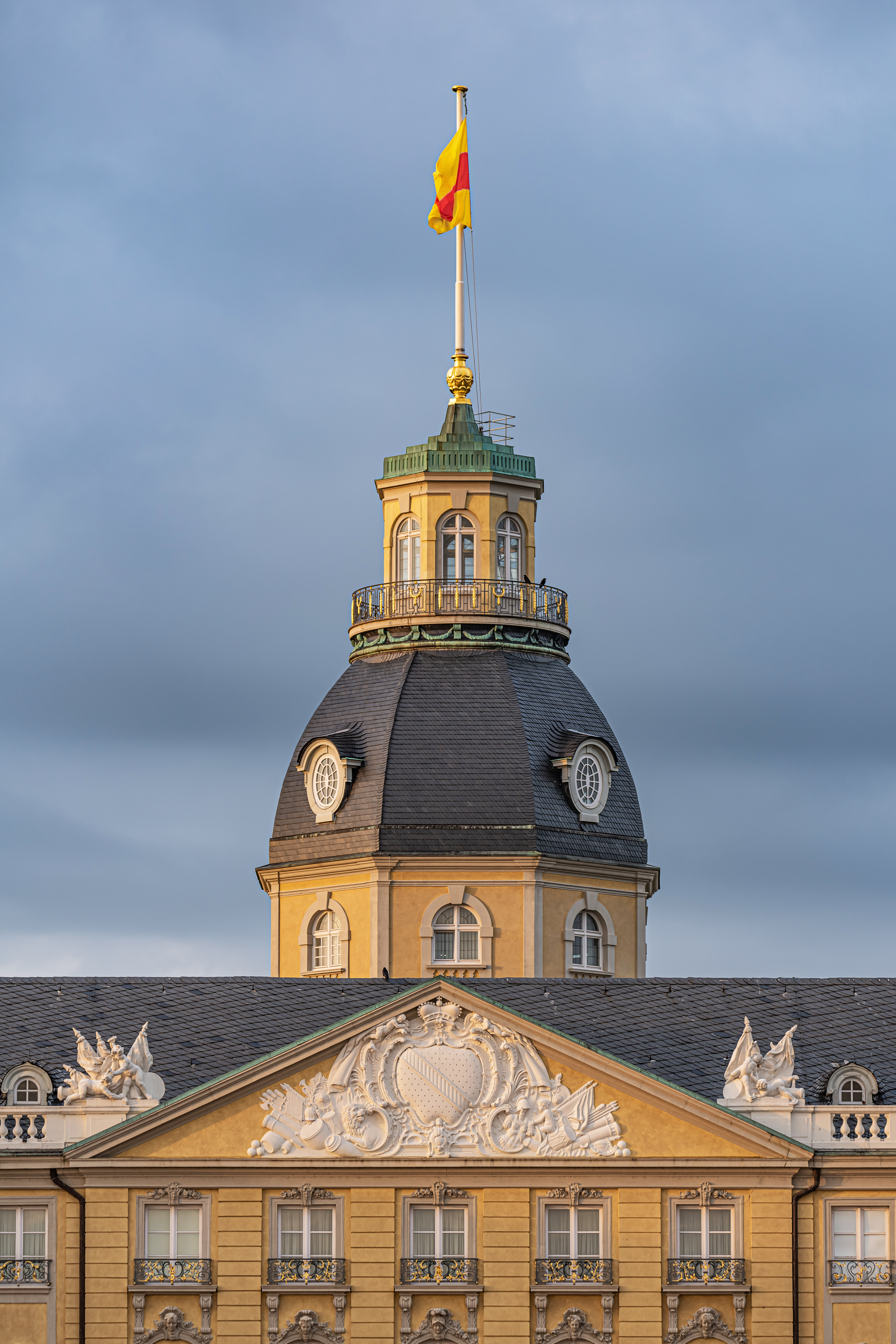
Schlossturm

Das Barockschloss wurde ab 1715 als Residenz des Markgrafen Karl Wilhelm von Baden-Durlach errichtet, dem Gründer der Stadt Karlsruhe. Baumeister des ursprünglichen Gebäudes war Jakob Friedrich von Batzendorf. Der erste Bau wurde teilweise aus Holz errichtet. Er musste bereits 1746 saniert werden; viele Holzkonstruktionen wurden durch Stein ersetzt. Das Schloss hatte zwei Stockwerke und Mansarden im Dachgeschoss; an das Corps de Logis schlossen sich lange Seitenflügel an. Der siebenstöckige Turm (51 m hoch) nördlich des Corps de Logis stand ursprünglich frei und war nur durch offene Holzgalerien mit dem Hauptbau verbunden. Im Jahr 1738 wurde Karl Friedrich Markgraf von Baden-Durlach. Er beauftragte den früheren Hofjunker Friedrich von Kesslau, das Schloss nach mehreren Entwürfen von Leopoldo Retti und Balthasar Neumann umzubauen.
Kesslau lehnte sich bei dem dann ausgeführten Bau eng an den Entwurf Neumanns an. Er blieb bis 1771 Bauleiter und wurde danach von Philippe de La Guepiere abgelöst, der sich jedoch an den Entwurf seines Vorgängers zu halten hatte. Der Umbau des Schlosses, bei dem es seine heutige Gestalt erhielt, dauerte von 1749 bis 1781. Auffälligste äußere Merkmale dieses Umbaus waren die größeren Fenster und Türen sowie die beiden Pavillonbauten zwischen dem Mitteltrakt und den Seitenflügeln der Anlage. Das Giebelrelief an der Ehrenhoffassade stellt das Wappen Badens dar. Im Jahr 1785 erfuhr der Schlossturm durch Wilhelm Jeremias Müller eine Verkürzung und erhielt ein Kuppeldach.
Während des Zweiten Weltkriegs brannte das Karlsruher Schloss im September 1944 durch Bombenangriffe aus. Zwischen 1955 und 1966 wurde es als Museum wiederaufgebaut. Anders als bei den Schlössern Bruchsal, Mannheim und Stuttgart, wo man zumindest die wichtigsten Prunkräume in den jeweiligen Mittelbauten rekonstruierte, wurden in Karlsruhe nur die Fassaden wiederaufgebaut. Im Inneren entstanden schlichte Ausstellungsflächen für das Badische Landesmuseum. Die Schlossfassade wurde bis zum Stadtgeburtstag von Karlsruhe im Jahr 2015 umfassend saniert.
Der auf der nördlichen Schlossseite, zum Hardtwald gelegene Schlossgarten wurde zwischen 1731 und 1746 durch Christian Thran im französischen Barockstil angelegt. Noch im 18. Jahrhundert ließ Großherzog Karl Friedrich Teile des Parks zum englischen Landschaftsgarten umbauen. Anlässlich der Bundesgartenschau 1967 erfolgte eine Erneuerung und Weiterentwicklung im gleichen Stil. Neben zahlreichen seltenen Baumarten finden sich hier Kunstwerke, Denkmäler und Brunnen aus den verschiedenen Epochen vom Barock bis zur Moderne. Ein Band aus 1645 blauen Majolika-Fliesen führt seit 2001 vom Schlossturm zu der am Rand des Schlossparks gelegenen Majolika-Manufaktur. 1967 wurde anlässlich der Bundesgartenschau die Schlossgartenbahn Karlsruhe in Betrieb genommen. Am westlichen Rande des Schlossgartens befindet sich der Botanische Garten Karlsruhe. Zwischen dem botanischen Garten und dem Vorplatz des Schlosses ist das Bundesverfassungsgericht (Baumgarten-Bau) ansässig.

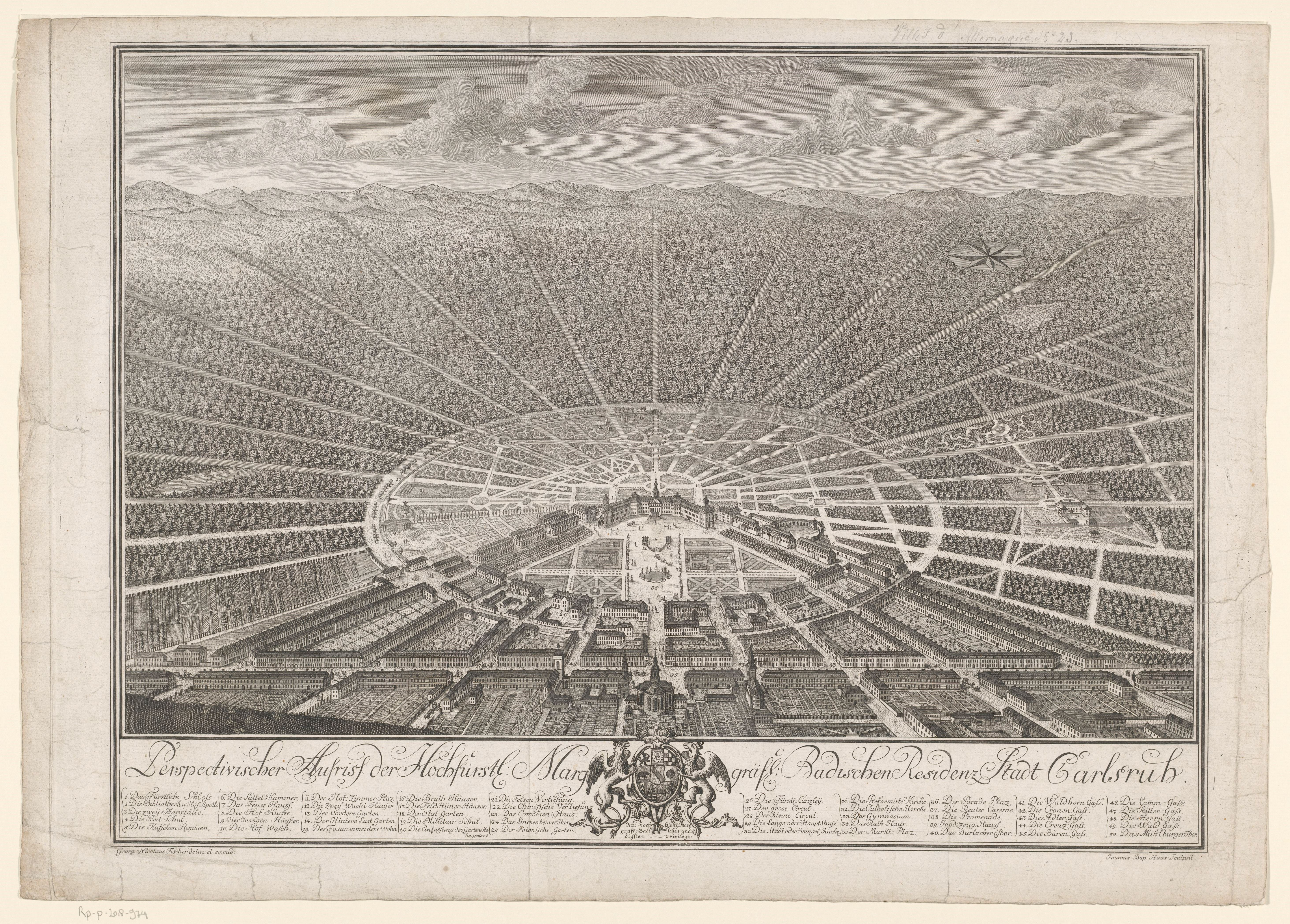
Stich des Schlosses, 18. Jahrhundert
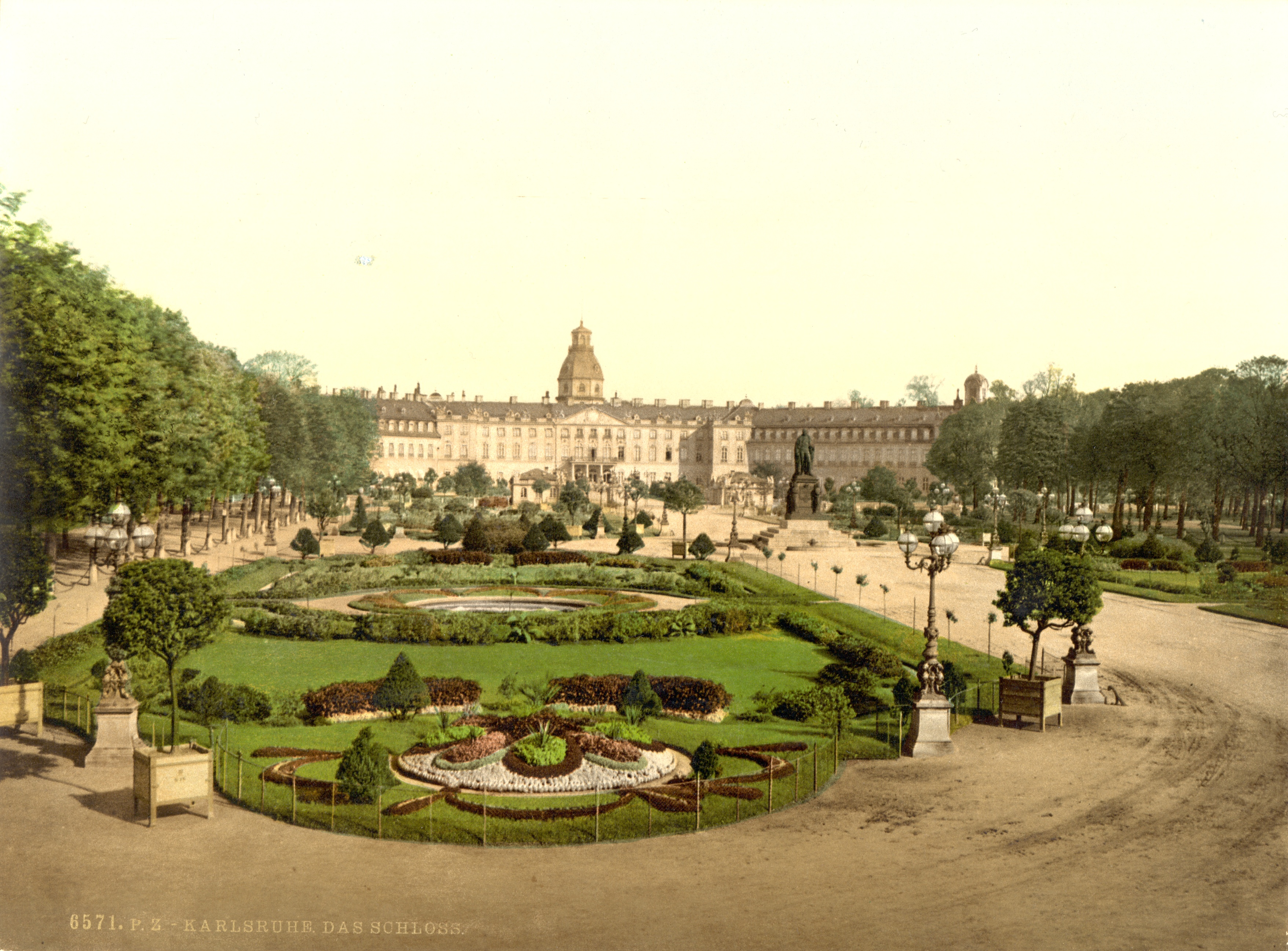
Ansicht des Schlosses, 19. Jahrhundert
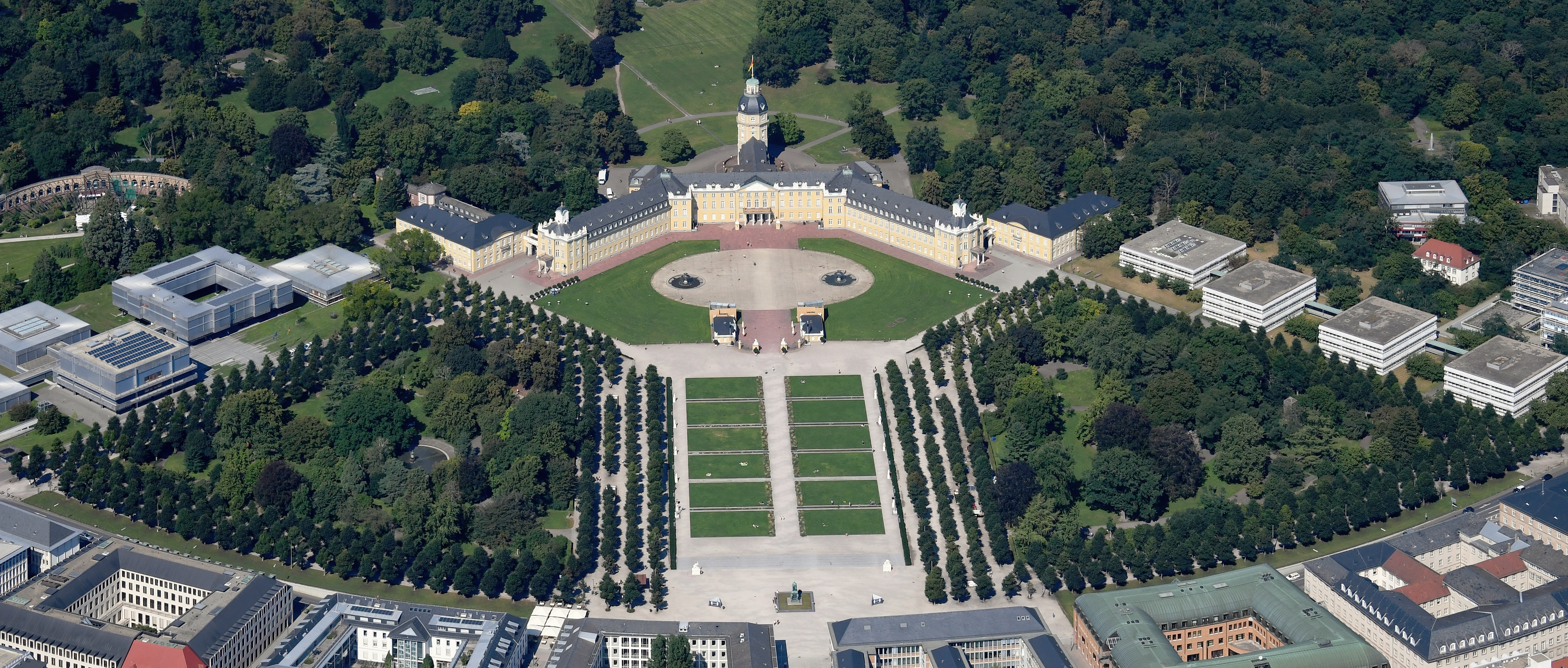
Luftbild des Schlosses, 2021

## Nutzungsgeschichte

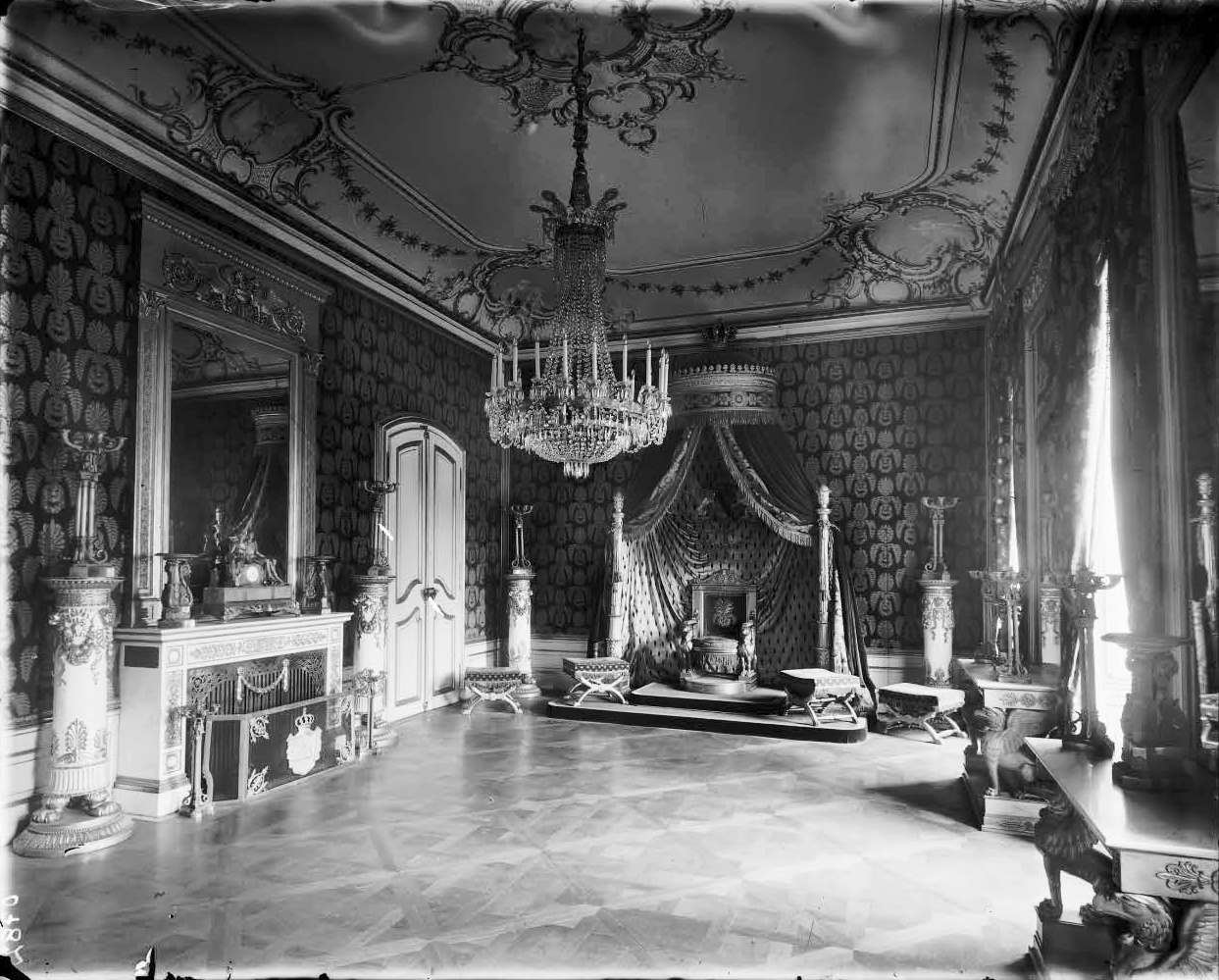
Thronsaal

Ursprünglich diente die barocke Dreiflügelanlage als Residenzschloss der Markgrafen und Großherzöge von Baden. Im Zuge der Märzrevolution wurde Großherzog Leopold 1849 vorübergehend aus dem Schloss vertrieben. Um 1900 führte der Schlosskastellan durch das Innere, auch konnten der Schlossturm, genannt Bleiturm, der von seiner etwa 42 m hohen Aussichtsplattform einen Rundumblick über Karlsruhe bis hin zum Schwarzwald und zu den Pfälzer Bergen bot, und der Marstall im Ostflügel besichtigt werden. In einem Anbau befand sich das Zähringer-Museum mit Erinnerungen an die Fürstenfamilie der Zähringer. Das endgültige Ende der Nutzung als Residenzschloss war mit der Abdankung des letzten badischen Großherzogs Friedrich II. 1918 besiegelt. Ab 1919 war in den historischen Schlossräumen das Badische Landesmuseum untergebracht.
Zu den bedeutendsten Innenräumen der markgräflichen bzw. großherzoglichen Familie gehörten der im Erdgeschoss des Turmflügels befindliche Gartensaal, der im Obergeschoss des Mittelflügels gelegene Marmorsaal, und die im Ostflügel gelegene Hofkapelle. Einen festen Thronsaal gab es nicht; der badische Thron stand im Laufe der Zeit in verschiedenen Räumen des Schlosses. Der Marmorsaal erhielt seinen Namen wegen der Wände, die mit Stuckmarmor verkleidet waren. Er befand sich im Mittelbau des Schlosses und reichte über zwei Stockwerke. Auf beiden Seiten des Saales befanden sich weitere Repräsentationsräume. Der Marmorsaal wurde für offizielle Anlässe genutzt. An der Decke befand sich ein großes Gemälde des Hofmalers Joseph Melling, das die Geburt der Venus zeigte. Die barocken Prunkräume bildeten, wie in der Barockzeit üblich, eine Enfilade. In den Jahren 1719 bis 1723 wurde im Ostflügel die Hofkapelle durch Baumeister Johann Michael Ludwig Rohrer errichtet.
Vor dem Zweiten Weltkrieg konnte eine Reihe von Aufnahmen vor allem vom ehemaligen Hoffotografen Wilhelm Kratt angefertigt werden, die das ursprüngliche Aussehen der historischen Innenräume festhielten. Teile des Inventars konnten vor den Zerstörungen gerettet werden und sind im Schloss aufbewahrt, wie der badische Thron und die badischen Kronjuwelen. Eine Rekonstruktion der historischen Innenräume wäre auf Grund der fotografischen Dokumentation theoretisch möglich, wurde jedoch noch nicht in Angriff genommen. Heute ist im Schloss wieder das Badische Landesmuseum untergebracht. Der mit der Flagge Badens geschmückte Schlossturm kann im Rahmen eines Besuches im Badischen Landesmuseum bestiegen werden. Die Schlossfassade dient seit 2015 als Projektionsfläche für die jährlich im Sommer stattfindenden Schlosslichtspiele. In unmittelbarer Nachbarschaft, dem sogenannten Schlossbezirk, befindet sich das Bundesverfassungsgericht.

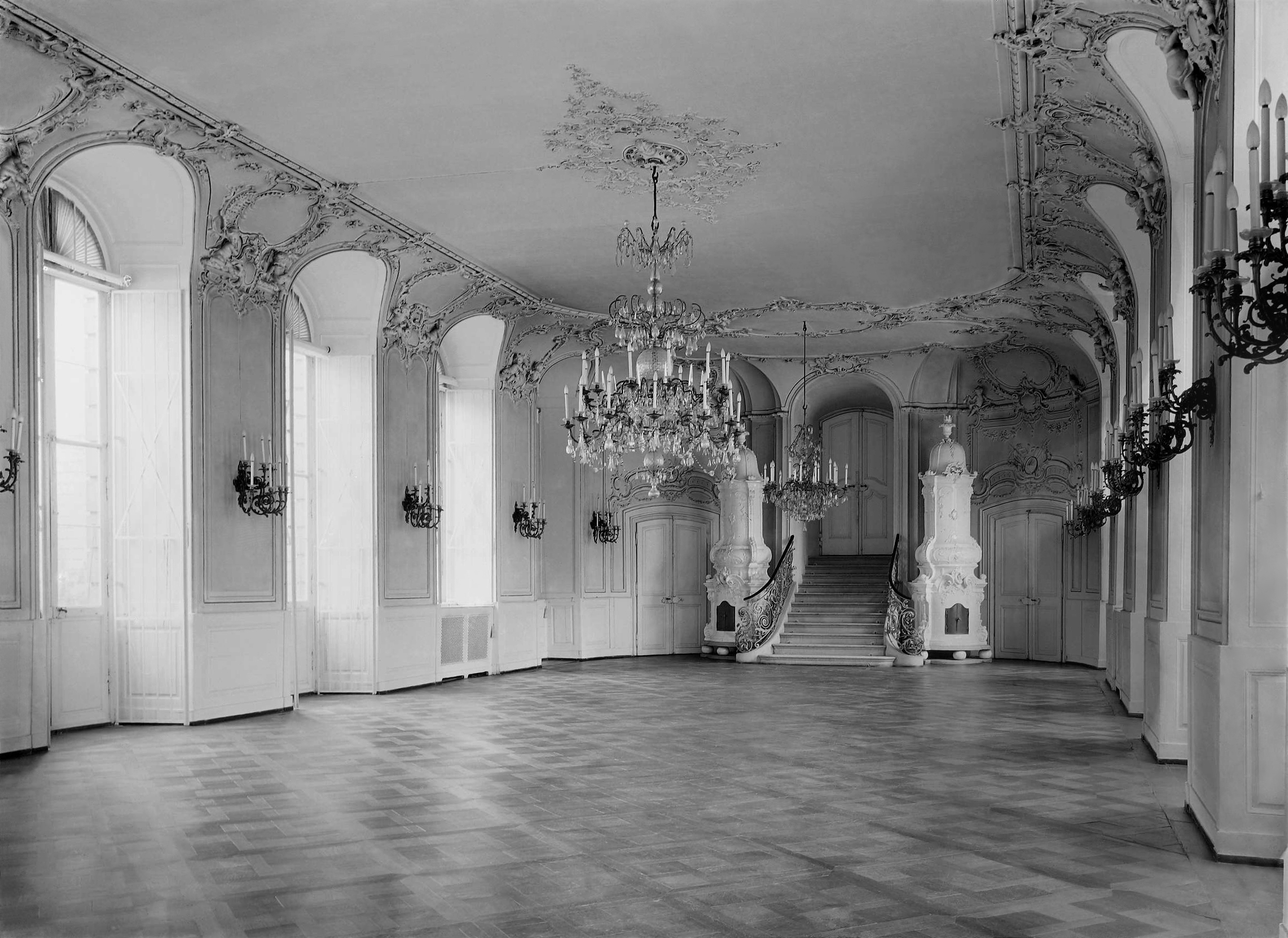
Gartensaal
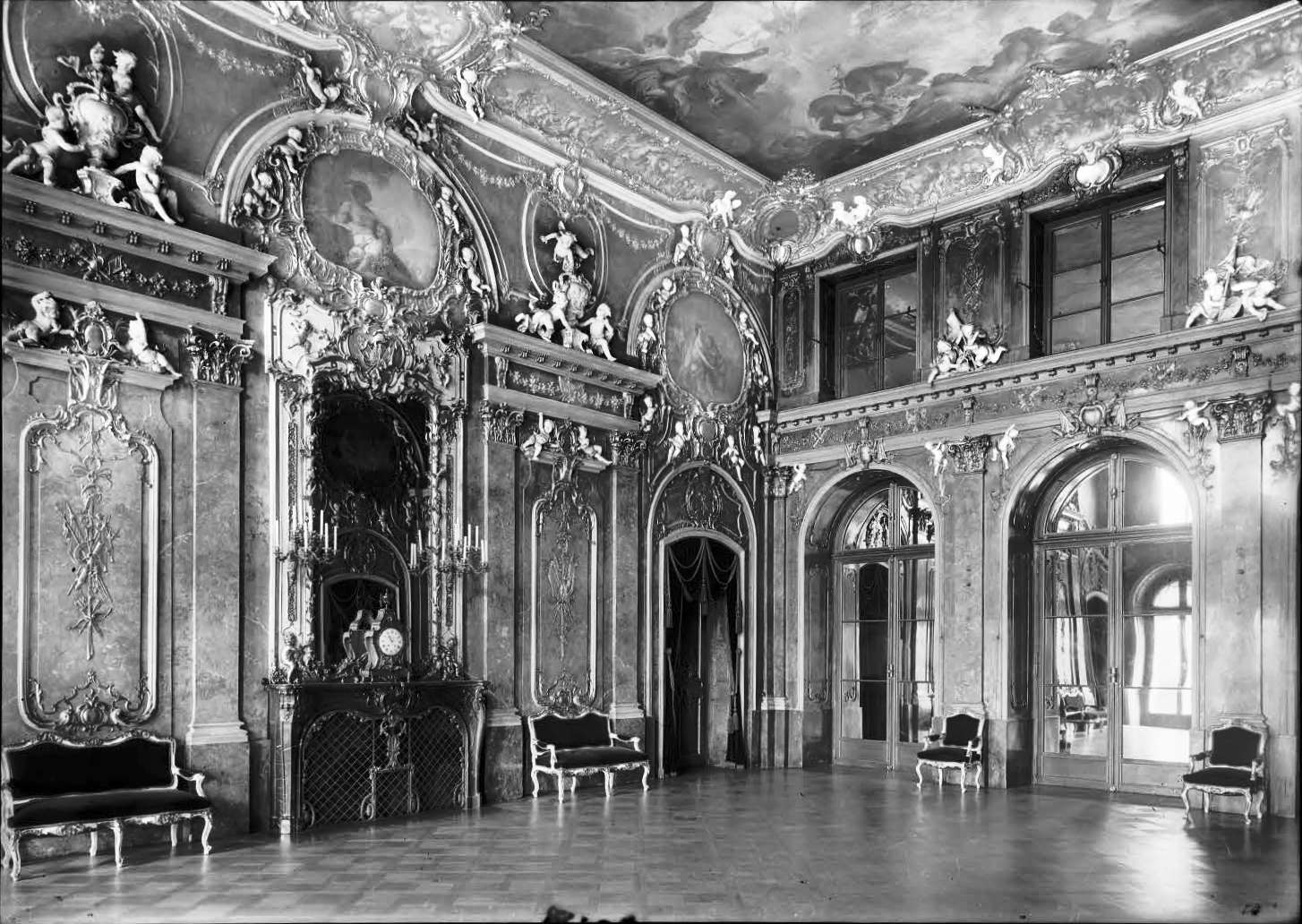
Marmorsaal
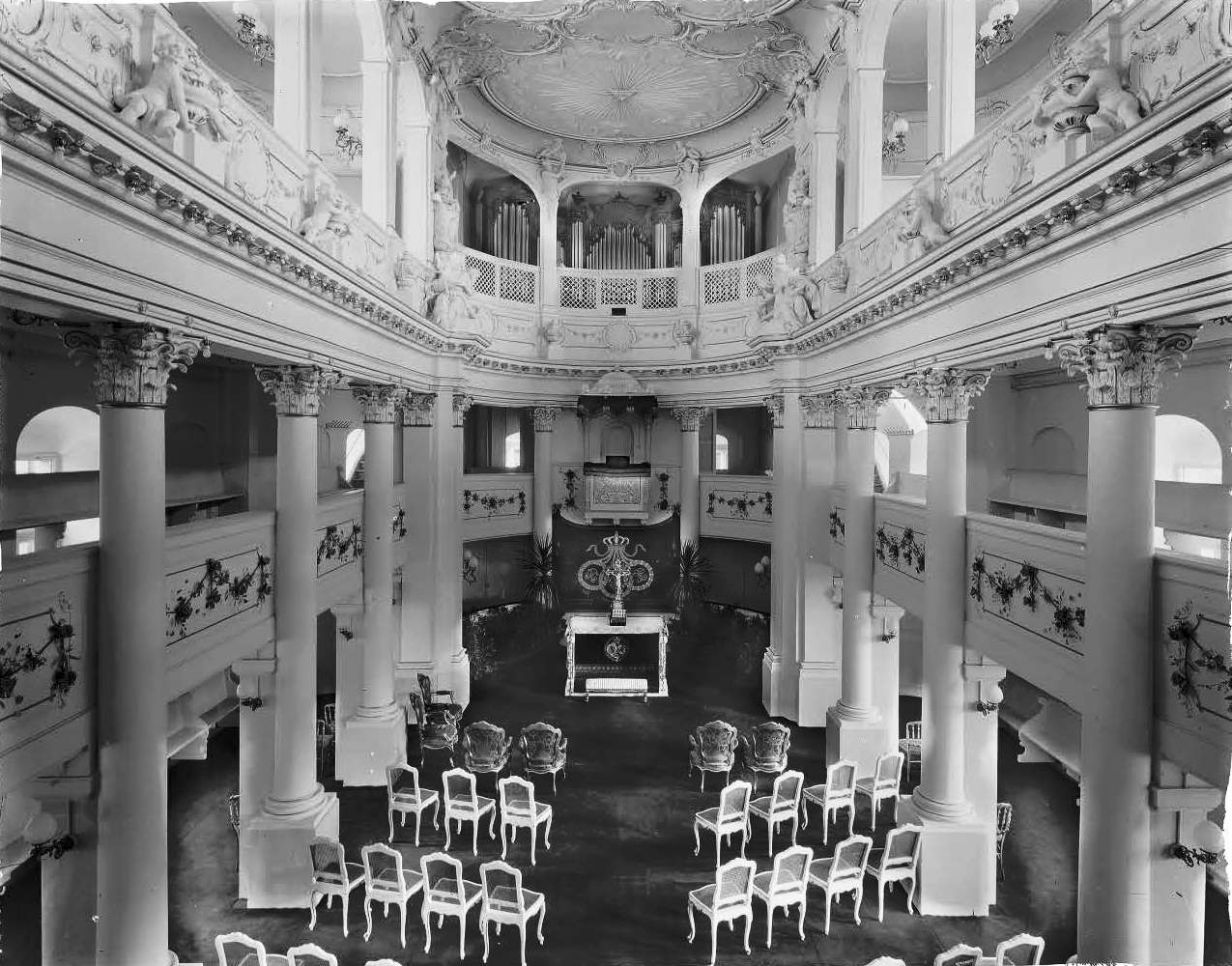
Hofkapelle